# Публичные фигуры: Изобретение знаменитости (1750—1850)
Публичные фигуры: Изобретение знаменитости (1750—1850) (фр. Figures publiques: l'nvention de la célébrité (1750—1850)) — книга французского историка Антуана Лилти, впервые опубликованная в 2014 году в Париже в издательстве Фаяр. В России книга выходит в 2018 году в Санкт-Петербурге в Издательстве Ивана Лимбаха в переводе Павла Каштанова. Сочинение было удостоено награды Prix Sophie Barluet (2014).
Автор формулирует несколько целей данной работы:
- Устранить терминологическую путаницу: популярность, репутация, слава, молва, знаменитость.
- Найти истоки феномена знаменитости и рассмотреть историю данного понятия.
- Исследовать основные черты и свойства знаменитости.
- Привести примеры знаменитостей в различных сферах культуры.

## Стиль изложения
Книга написана в научно-популярном стиле. Автор объясняет феномен знаменитости на примерах биографий известных личностей XVIII-XX вв. (в основном, представителей общества Франции, Англии, США), интегрируя в них свои рассуждения о данном феномене, выстраивая его научную теорию. Таким образом, книга адресована широкому кругу читателей: она интересна и как написанный живым языком биографический справочник, и как серьезный научный труд с внушительным списком источников (около 12 % от общего содержания книги).

## Терминология
Лилти проводит строгое различие между терминами:
- Слава (glory) — известность, как правило посмертная, выраженная в почитании потомками.
- Репутация (reputation) — уважение к человеку в узких кругах, как к мастеру своего дела (хороший ремесленник, гравировщик, учитель и т. д.)
- Широкая репутация (молва, fame) — прижизненный аналог славы (glory). Репутация, глубокое уважение, почитание широким кругом лиц.
- Знаменитость (celebrity) — особая форма известности, зародившая в XVIII веке. Признакам и проявлениям знаменитости посвящена книга.

## Изобретение знаменитости и альтернативная хронология

### Позиция автора
Автор критикует позиции историков, рассматривающих знаменитость как порождение современных мира и общества. Он считает, что знаменитость как феномен зародилась в середине XVIII века и интегрировалась в общество, обретая свои характерные черты, на протяжении последующих ста лет. Исходя из такого взгляда Лилти предлагает альтернативную хронологию, подразумевая что в контексте знаменитости за один век следует принять 1750—1850 годы. Этот взгляд существенно отличается от традиционного взгляда французских историков, воспринимающих Великую французскую революцию как барьер между двумя историческими эпохами.

### Возникновение знаменитости
Причины возникновения нового типа известности автор видит в таких следствиях эпохи Просвещения, как:
- повышение общего уровня образования
- рост печатной продукции
- совершенствование технологий литографии (офорт), позволившее массово тиражировать репродукции картин
- изменение характера жизнеописаний (от панегириков к описаниям личных историй, анекдотов)
- ослабление роли религии

## Признаки и свойства знаменитости
Знаменитость обладает рядом свойств, позволяющих отличить ее от славы и репутации:
- Инверсия частного и публичного. Публику интересует частная жизнь знаменитых людей, таким образом, частное делается публичным. Это новое свойство, не присущее ни славе, ни репутации.
- Распространение имени знаменитого человека за пределы его профессиональной деятельности.
- Тесная эмоциональная связь представителей публики со знаменитой личностью: звезда воспринимается как друг, как человек из ближайшего круга общения.
- Отношения «звезда-фанат» (Феномен фаната возникает вместе с феноменом знаменитости). Крайняя форма эмоциональной связи, описанной выше. Фанат почитает знаменитую личность как божественную сущность (Лилти связывает это с ослаблением социального веса религии и потребностью общества в ее суррогате, который некоторые люди находят в знаменитости).
- Низкая степень легитимности знаменитости (звезд часто не воспринимают всерьез, считая их объектами развлечения)
- Локальность во времени (Знаменитость человека умирает вместе с ним, а зачастую и раньше). Если знаменитость была подкреплена широкой репутацией, она может перейти в славу.
- Отсутствие требования к социальному статусу, происхождению. (Знаменитостью может стать как гениальный поэт, так и жестокий преступник, как королева, так и куртизанка).
- Уравнивание статуса знаменитых людей в глазах публики (ярлык знаменитости позволяет помещать рядом портрет королевы и содержанки).

### Амбивалентность знаменитости
Лилти говорит о знаменитости как об очень противоречивом явлении. С одной стороны, можно легко говорить о преимуществах, которые она дает: признание, почитание, полезные связи, финансовое благополучие.
Однако, значительно большее внимание автор уделяет ее негативным эффектам. Один из них — барьер между знаменитым человеком и обществом в виде публичного образа. Публика почитает и восхваляет именно публичный образ, который никогда не тождествен его носителю, отчего сам носитель не может в полной (а иногда и хоть в какой-то) мере ощутить адресованную ему похвалу. С другой стороны, сама публика, видя лишь публичный образ, отождествляет знаменитого человека с ним, лишая себя, таким образом, возможности воспринимать этого человека подлинным.
В качестве примера знаменитости, пострадавшей от потери идентичности и пытавшейся всячески отождествить свой сформировавшийся публичный образ с самим собой, Лилти приводит Жана-Жака Руссо, истории которого он посвящает отдельную главу книги.
Локальность знаменитости во времени Лилти показывает при помощи сравнения: слава-знаменитость, эпитафия-некролог. Эпитафия, будучи высеченной на камне, не тускнеет со временем, как и слава человека, которому она адресована. Некролог же напечатан на бумаге, носителе столь же недолговечном, как и сама знаменитость.